# Марианна (символ)
Мариа́нна (фр. Marianne МФА: [ma.ʁjan]о файле) — символ Французской республики, а также символическое именование Франции с 1792 года (времён Великой французской революции).
Изображается молодой женщиной во фригийском колпаке. Марианна является олицетворением национального девиза Франции «Свобода, равенство, братство». Скульптурные изображения Марианны служат обязательным атрибутом учреждений органов власти, судов, муниципалитетов. Её профиль размещён на государственной печати Франции; она изображена на французских стандартных почтовых марках. Изображения Марианны размещались на французских монетах — сантимах и франках, а позднее на евроцентах французской чеканки малых номиналов (1, 2, 5).
Марианна стала одним из элементов эмблемы Олимпиады-2024 в Париже.

## История
Национальное собрание Франции в сентябре 1792 года постановило, что новой печатью государства должно стать изображение стоящей женщины с копьём, на голову которой надет фригийский колпак. Этот головной убор известен со времён Римской империи, его носили освобождённые рабы-вольноотпущенники. С тех пор фригийский колпак стал символом свободы и независимости государства.
Таким образом, Марианна во фригийском колпаке стала также символом свободной Франции. Многие французские художники и скульпторы изображали её в своих произведениях. Одним из известнейших произведений является картина Эжена Делакруа «Свобода на баррикадах», написанная под впечатлением революции 1830 года.
В 1848 году министерство внутренних дел объявило конкурс на лучший символ Франции. В этом конкурсе победили два изображения: «Марианна борющаяся» и «Марианна мудрая». В 1849 году была выпущена почтовая марка с изображением Марианны. В период Второй Империи изображения Марианны были запрещены. Примерно с 1875 года изображения Марианны стали широко распространяться в официальных учреждениях: департаментах, муниципалитетах, судах.
В 1963 году стал популярен мотив свадьбы французской Марианны и немецкого Михеля как аллегория на Елисейский договор между Францией и ФРГ, символизировавший послевоенное примирение стран.
Вначале это были бюсты, изображавшие некий собирательный образ, но с 1970 года была введена новая традиция. Комитетом мэров французских городов прототипом Марианны стала избираться одна из известных красивых женщин страны:
- 1968 — Брижит Бардо — киноактриса
- 1972 — Мишель Морган — киноактриса
- 1978 — Мирей Матьё — певица
- 1985 — Катрин Денёв — киноактриса
- 1989 — Инес де ля Фрессанж — топ-модель
- 2000 — Летиция Каста — топ-модель
- 2003 — Эвелин Тома — телевизионная ведущая
- 2012 — Софи Марсо — киноактриса